# پتاس

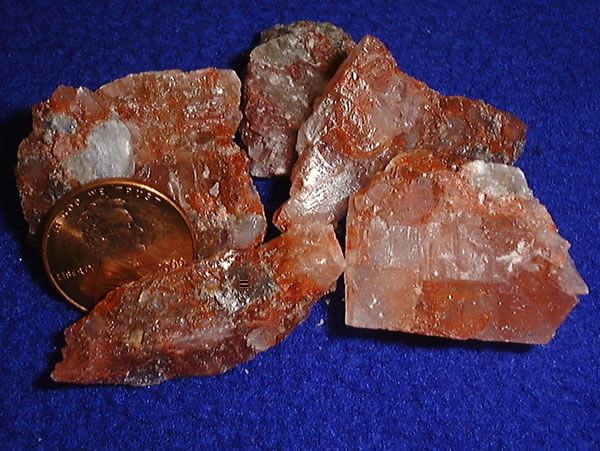
تصویری از کریستال های پتاش

پتاس (انگلیسی: Potash) یا پتاس، گونه ای از نمک تولیدی یا معدنی است، که حاوی اکسید پتاسیم در فرم محلول در آب می‌باشد. ظرفیت تولید و استخراج پتاس جهانی بالغ بر ۶۰ میلیون تن در سال است، که بخش اعظم آن بعنوان کود تولید می‌شود و در صنایع کشاورزی به مصرف می‌رسد. بیشترین میزان پتاسیم تولید شده در جهان، جهت تولید کود پتاس بکار می‌رود. پتاسیم برای اولین بار در سال ۱۸۰۷ از طریق فرایند الکترولیز پتاس (هیدروکسید پتاسیم) یافت شد.

## کود پتاس چیست ؟
کود پتاس (Potash fertilizer)، نوعی کود است که پتاسیم را با مواد و عناصر شیمیایی مختلف ترکیب می‌ کند تا مواد مغذی ضروری برای رشد گیاه را فراهم کند. نیترات پتاسیم، فسفات پتاسیم و سولفات پتاسیم، اشکال رایج آن هستند. وجود پتاسیم در این کودها برای گیاهان بسیار مهم است. زیرا بر رشد و عملکرد آنها تاثیرگذار است. به طور خاص، پتاسیم نقش حیاتی در تسریع فرآیند فتوسنتز، افزایش سنتز پروتئین و افزایش تولید نشاسته در گیاهان دارد که به سلامت کلی و عملکرد آن کمک می‌ کند.